# Gaby Wagenheim
Gaby Wagenheim est un compositeur, arrangeur et chef d'orchestre français né le 7 juillet 1918 à Limoges et mort le 8 avril 2002 à Neuilly-sur-Seine.

## Parcours artistique
Au cours de sa carrière, Gaby Wagenheim collabore notamment avec Jean-Roger Caussimon (C'était une nuit, Queen Mary, Le Marin de Courbevoie, Les Cavaliers, Le Baobab), Charles Aznavour (Parce que, Quand elle chante, Où veux-tu en venir ?, Si j'avais un piano, Perdu, Intoxiqué, J'ai appris alors, Moi j'fais mon rond, Dis-moi), Jacques Brel (Ce qu'il nous faut, Le Colonel) et Mouloudji avec lequel il coécrit une cinquantaine de chansons.
Il est le compositeur de l'instrumental Mélancolie viennoise, rhapsodie pour flûte et piano.
En 1965, il coécrit, avec Étienne Lorin, la musique de l'opérette Ouah ! Ouah !, jouée par Bourvil et Annie Cordy.
On lui doit aussi quelques enregistrements comme chef d'un quintette jazz, et des arrangements sur le recueil de chansons de la Commune de Paris : La Commune en chantant.